# District de Shuangqiao (Chongqing)
Pour les articles homonymes, voir Shuangqiao.
Le district de Shuangqiao (双桥区 ; pinyin : Shuāngqiáo Qū) est une subdivision de la municipalité de Chongqing en Chine.

## Géographie
Sa superficie est de 43,1 km2.

## Démographie
La population du district est de 50 100 habitants en 2010.

### Sources
- Géographie : (zh) Page descriptive (Phoer.net)
- (en) Codes postaux de la municipalité de Chongqing